# لوکا پارکادزه
لوکا پارکادزه (گرجی: ლუკა პარკაძე؛ زادهٔ ۶ آوریل ۲۰۰۵) بازیکن فوتبال اهل گرجستان است.
وی همچنین در تیم‌های ملی فوتبال زیر ۱۷ سال، زیر ۱۸ سال و زیر ۱۹ سال گرجستان بازی کرده‌است.